# Карилово
Карилово или Киево (на гръцки: Ζαρκάδια, Заркадия, до 1927 година Καρίλοβα, Карилова) е обезлюдено село в Република Гърция, разположено на територията на дем Бук (Паранести) в област Източна Македония и Тракия.

## География
Село Карилово е разположено в южните склонове на Родопите, близо до Буково.

## История
В началото на XX век селото е помашко. Според гръцката статистика в 1920 година селото има 55 души.
През 1923 година жителите му са изселени в Турция по силата на Лозанския договор и на тяхно място са заселени 21 души – бежанци от Турция. През 1927 година името на селото е сменено на Заркадия. Бежанците поради лошите условия за живот не се задържат в селото и то е заличено.
| Година    | 1913 | 1920 | 1928 | 1940 | 1951 | 1961 | 1971 | 1981 | 1991 | 2001 | 2011 | 2021 |
| --------- | ---- | ---- | ---- | ---- | ---- | ---- | ---- | ---- | ---- | ---- | ---- | ---- |
| Население |      | 55   |      |      |      |      |      |      |      |      |      |      |